# Chicuelo II
Pour les articles homonymes, voir Chicuelo.
Manuel Jiménez Díaz dit « Chicuelo II », né  à Iniesta (Espagne, province de Cuenca) le 16 juin 1929, mort en Jamaïque le 21 janvier 1960, était un matador espagnol.

## Présentation
Sa carrière est courte : de 1953 à 1957, puis un bref retour en 1959. Il était surtout connu pour sa témérité et l’aspect particulièrement spectaculaire de son toreo. Il meurt dans un accident d’avion en Jamaïque
Lors d’une corrida à Nîmes (France, département du Gard), il déclencha un tel enthousiasme chez un groupe de jeunes musiciens aficionados qui venait de constituer une banda, qu’ils appelèrent leur banda « La Peña Chicuelo II ». Leurs successeurs continuent d’assurer la partie musicale de la plupart des corridas du Sud-est de la France.

### Carrière
- Présentation à Madrid : 12 juillet 1953
- Alternative : Valence le 24 octobre 1953. Parrain, Domingo Ortega.
- Premier de l’escalafón en 1955.